# Лі Иль Йон
Лі Иль Йон (Хангиль: 이을용, нар. 8 вересня 1975) — колишній південнокорейський футболіст. По завершенні ігрової кар'єри — тренер.

## Кар'єра
Лі народився в місті Тхебек, провінція Канвондо. Навчався в середній школі в місті Каннин і поступив на аспірантуру Університету Данкук.
На початку кар'єри грав на батьківщині за клуби «Санму» і «Пучхон»  в корейській К-лізі, завдяки чому був включений до заявки збірної Південної Кореї на чемпіонат світу 2002 року і був одним з основним гравців команди з Гуса Гіддінка. На мундіалі Лі забив один гол у програному матчі за 3-тє місце проти Туреччини.
Після чемпіонату світу Лі грав за турецький «Трабзонспор» та «Сеул» . 
У вересні 2006 року, після матчу проти збірної Тайваню Лі оголосив, що він хотів би піти з корейської збірної, щоб зосередитися на виступах за «Сеул» і дати дорогу для молодих гравців на майбутній чемпіонат світу 2010 року.
У січні 2009 року перейшов у «Канвон», де і закінчив ігрову кар'єру у 2011 році.

## Статистика
| Клубна інформація | Клубна інформація | Клубна інформація | Чемпіонат | Чемпіонат | Кубок                 | Кубок                 | Кубок ліги | Кубок ліги | Міжнародні | Міжнародні | Всього | Всього |
| Сезон             | Клуб              | Ліга              | Ігор      | Голів     | Ігор                  | Голів                 | Ігор       | Голів      | Ігор       | Голів      | Ігор   | Голів  |
| Південна Корея    | Південна Корея    | Південна Корея    | Чемпіонат | Чемпіонат | Кубок Південної Кореї | Кубок Південної Кореї | Кубок ліги | Кубок ліги | АФК        | АФК        | Всього | Всього |
| ----------------- | ----------------- | ----------------- | --------- | --------- | --------------------- | --------------------- | ---------- | ---------- | ---------- | ---------- | ------ | ------ |
| 1998              | Пучхон            | K-Ліга            | 14        | 3         | 2                     | 0                     | 19         | 0          | -          | -          | 35     | 3      |
| 1999              | Пучхон            | K-Ліга            | 17        | 1         | 3                     | 0                     | 8          | 0          | -          | -          | 28     | 1      |
| 2000              | Пучхон            | K-Ліга            | 27        | 5         | 3                     | 0                     | 10         | 0          | -          | -          | 40     | 5      |
| 2001              | Пучхон            | K-Ліга            | 26        | 2         | 1                     | 0                     | 0          | 0          | -          | -          | 27     | 2      |
| 2002              | Пучхон            | K-Ліга            | 6         | 0         | 0                     | 0                     | 1          | 0          | -          | -          | 7      | 0      |
| Туреччина         | Туреччина         | Туреччина         | Чемпіонат | Чемпіонат | Кубок Туреччини       | Кубок Туреччини       | Кубок ліги | Кубок ліги | УЄФА       | УЄФА       | Всього | Всього |
| 2002-03           | Трабзонспор       | Суперліга         | 19        | 0         | 2                     | 0                     | -          | -          | -          | -          | 21     | 0      |
| Південна Корея    | Південна Корея    | Південна Корея    | Чемпіонат | Чемпіонат | Кубок Південної Кореї | Кубок Південної Кореї | Кубок ліги | Кубок ліги | АФК        | АФК        | Всього | Всього |
| 2003              | Сеул              | K-Ліга            | 17        | 0         | 1                     | 0                     | -          | -          | -          | -          | 18     | 0      |
| 2004              | Сеул              | K-Ліга            | 10        | 0         | 0                     | 0                     | 0          | 0          | -          | -          | 10     | 0      |
| Туреччина         | Туреччина         | Туреччина         | Чемпіонат | Чемпіонат | Кубок Туреччини       | Кубок Туреччини       | Кубок ліги | Кубок ліги | УЄФА       | УЄФА       | Всього | Всього |
| 2004-05           | Трабзонспор       | Суперліга         | 26        | 0         | 3                     | 0                     | -          | -          | 3          | 0          | 32     | 0      |
| 2005-06           | Трабзонспор       | Суперліга         | 29        | 1         | 3                     | 0                     | -          | -          | 2          | 0          | 34     | 1      |
| Південна Корея    | Південна Корея    | Південна Корея    | Чемпіонат | Чемпіонат | Кубок Південної Кореї | Кубок Південної Кореї | Кубок ліги | Кубок ліги | АФК        | АФК        | Всього | Всього |
| 2006              | Сеул              | K-Ліга            | 14        | 0         | 2                     | 0                     | 0          | 0          | -          | -          | 16     | 0      |
| 2007              | Сеул              | K-Ліга            | 22        | 0         | 2                     | 0                     | 8          | 1          | -          | -          | 32     | 1      |
| 2008              | Сеул              | K-Ліга            | 21        | 0         | 0                     | 0                     | 9          | 0          | -          | -          | 30     | 0      |
| 2009              | Gangwon FC        | K-Ліга            | 22        | 0         | 1                     | 0                     | 2          | 0          | -          | -          | 25     | 0      |
| 2010              | Gangwon FC        | K-Ліга            | 17        | 0         | 0                     | 0                     | 0          | 0          | -          | -          | 17     | 0      |
| 2011              | Gangwon FC        | K-Ліга            | 19        | 1         | 2                     | 0                     | 1          | 0          | -          | -          | 22     | 1      |
| Всього            | Південна Корея    | Південна Корея    | 232       | 12        | 17                    | 0                     | 58         | 1          | -          | -          | 307    | 13     |
| Всього            | Туреччина         | Туреччина         | 74        | 1         | 8                     | 0                     | -          | -          | 5          | 0          | 87     | 1      |
| Загалом           | Загалом           | Загалом           | 306       | 13        | 25                    | 0                     | 58         | 1          | 5          | 0          | 394    | 14     |

## Досягнення

### Клубні
Пучхон
- К-Ліга 1
  - Віце-чемпіон (1) : 2000
- Кубок K-Ліги
  - Переможець (1) : 2000
  - Фіналіст (1) : 1998

 Трабзонспор
- Суперліга
  - Віце-чемпіон (1) : 2004-05
- Кубок Туреччини
  - Переможець (1) : 2002-03

 Сеул
- К-Ліга 1
  - Віце-чемпіон (1) : 2008

### Збірні
- Переможець Кубка Східної Азії: 2003

## Голи за збірну
| Дата                  | Місце    | Суперник  | Результат | Результат | Турнір                         |
| --------------------- | -------- | --------- | --------- | --------- | ------------------------------ |
| 29 червня 2002 року,  | Даегу    | Туреччина | 1 гол     | 2-3       | ЧС-2002                        |
| 29 вересня 2003 року, | Інчхон   | Непал     | 1 гол     | 16-0      | Кваліфікація на Кубок Азії2004 |
| 4 червня 2006 року    | Единбург | Гана      | 1 гол     | 1-3       | Товариський матч               |